# Technodelic
Technodelic es el quinto álbum de estudio de Yellow Magic Orchestra, lanzado el 21 de noviembre de 1981. El álbum destaca por su enfoque experimental y el uso intensivo de samplers que no se usaron comúnmente hasta mediados o finales de la década de 1980, lo que resultó en un sonido más minimalista y vanguardista en comparación con su trabajo anterior.
Se considera el primer álbum lanzado que presenta principalmente muestras y bucles, lo que influyó en el uso intensivo de samplings y loopings en la música popular. El enfoque de Yellow Magic Orchestra para el sampling de música fue un precursor del enfoque contemporáneo de construir música cortando fragmentos de sonidos y reproduciéndolos en loops usando música computarizada.
En 2008, el líder de Sonic Youth Thurston Moore hizo un cover de "Gradated Grey" para el álbum tributo de Haruomi Hosono Strange Songbook (Tribute To Haruomi Hosono 2). En 2016, el grupo post-punk canadiense Preoccupations hizo una versión de la canción "Key" como parte de un vinilo de 7" que venía con pedidos anticipados de su álbum homónimo junto con una versión de la canción de 1979 "Off-Duty Trip" de The Raincoats.

## Desarrollo y Producción
La mayor parte del sampling se hizo con un LMD-649, un sampler digital personalizado y desarrollado por Kenji Murata, un ingeniero de sonido que trabajaba para Toshiba-EMI. El LMD-649 fue el primer sampler digital PCM, capaz de reproducir y grabar samples con una profundidad de audio de 12 bits, almacenado en 128 KB de RAM de memoria. También tenía la capacidad de usar samplers de una caja de ritmos. Los samplings más notables y utilizados incluyen un kechak indonesio ("Neue Tanz"), un gamelan y voces cortas en bucle ("paa", "fuku", "chiki") para la percusión en "Seoul Music", y las dos pistas finales ("Prologue" y "Epiolgue") presentan ruidos de fábrica. El LMD-649 fue utilizado más tarde por otros artistas synthpop japoneses a principios de la década de 1980, incluidos algunos músicos asociados con YMO como Chiemi Manabe y Logic System en 1982.
El álbum también presenta el uso del habla a través de una radio de dos vías, un piano preparado, una caja de ritmos Roland TR-808 (anteriormente utilizada en  BGM) y un sintetizador Prophet-5. En otra desviación de los álbumes anteriores, Haruomi Hosono tiene un papel más prominente tocando el bajo en lugar de tocarlo en sintetizadores (esta tendencia aparece nuevamente en el álbum Service).
Al igual que con muchos de los lanzamientos de YMO, los títulos de las canciones se imprimen tanto en japonés como en inglés. Para "Seoul Music", se utilizan los kanji "京城", que se refieren a Gyeongseong (경성; conocido como Keijou en Japón), el nombre que recibía Seúl cuando Corea del Sur estaba bajo el dominio japonés. "灯" se refiere a la luz de una linterna. "Neue Tanz" es un título en alemán para "New Dance" ("Nuevo Baile"), mientras que "Taisō" en japonés significa "gimnasia" o "calistenia".
Para su lanzamiento individual, la canción "Taisō" recibió un video musical dirigido por Haruomi Hosono y Norimasa Okumura. El video presenta a los miembros de YMO, vestidos con uniformes diseñados por Yukihiro Takahashi, junto con el entonces gerente de Takahashi, Hiromi Kanai, realizando ejercicios de calistenia contra varios fondos usados en chroma key, que parodia transmisiones de calistenia televisadas del mundo real en Japón.

## Lista de Canciones
| Side one |                                           |          |  |
| N.º      | Título                                    | Duración |  |
| 1.       | «Pure Jam» (ジャム; "Jam")                | 4:30     |  |
| 2.       | «Neue Tanz» (新舞踊; "Shin buyou")        | 4:58     |  |
| 3.       | «Stairs» (階段; "Kaidan")                 | 4:14     |  |
| 4.       | «Seoul Music» (京城音楽; "Keijou ongaku") | 4:46     |  |
| 5.       | «Light in Darkness» (灯; "Tomoshibi")     | 3:40     |  |

| Side two |                                                |          |  |
| N.º      | Título                                         | Duración |  |
| 1.       | «Taiso» (体操; "Taisō")                        | 4:21     |  |
| 2.       | «Gradated Grey» (灰色の段階; "Grey no dankai") | 5:33     |  |
| 3.       | «Key» (手掛かり; "Tegakari")                   | 4:32     |  |
| 4.       | «Prologue» (前奏; "Zensou")                    | 2:31     |  |
| 5.       | «Epilogue» (後奏; "Kousou")                    | 4:21     |  |

## Personal
Yellow Magic Orchestra – Arreglos, instrumentos electrónicos, samplers, ingenieros de mezclas, productores.
- Haruomi Hosono – Bajo eléctrico, bajo sintetizado, teclados, vocales.
- Ryuichi Sakamoto – Teclados, Vocales.
- Yukihiro Takahashi –Voz principal, batería, percusión electrónica.

Musicos invitados
- Hideki Matsutake – Asistencia técnica.
- Takeshii Fujii & Akihiko Yamazoe – Equipos.
- Peter Barakan – Letras, Voz de transceptor en "Pure Jam".

Staff
- Shōrō Kawazoe – Productor Ejecutivo.
- Mitsuo Koike – Ingeniero de audio y mezcla.
- Yoshifumi Īo – Ingeniero Asistente.
- Hiroshi Yuasa (JVC Cutting Center) – Ingeniero de masterización.
- Kazusuke Obi – Coordinador de A&R
- Yōichi Itō & Hiroshi Ōkura – Managers.
- Plan-New Werk – Servicios creativos.
- Masayoshi Sukita – Director de Arte y Fotografía